# Lamia Edinari
Lamia Edinari –en árabe, لمياء الديناري– (nacida el 19 de julio de 1999) es una deportista marroquí que compite en judo. Ganó una medalla de bronce en los Juegos Panafricanos de 2019 en la categoría de –52 kg.

## Palmarés internacional
| Juegos Panafricanos | Juegos Panafricanos | Juegos Panafricanos | Juegos Panafricanos |
| Año                 | Lugar               | Medalla             | Categoría           |
| ------------------- | ------------------- | ------------------- | ------------------- |
| 2019                | Rabat (Marruecos)   | Medalla de bronce   | –52 kg              |